# Southern belle

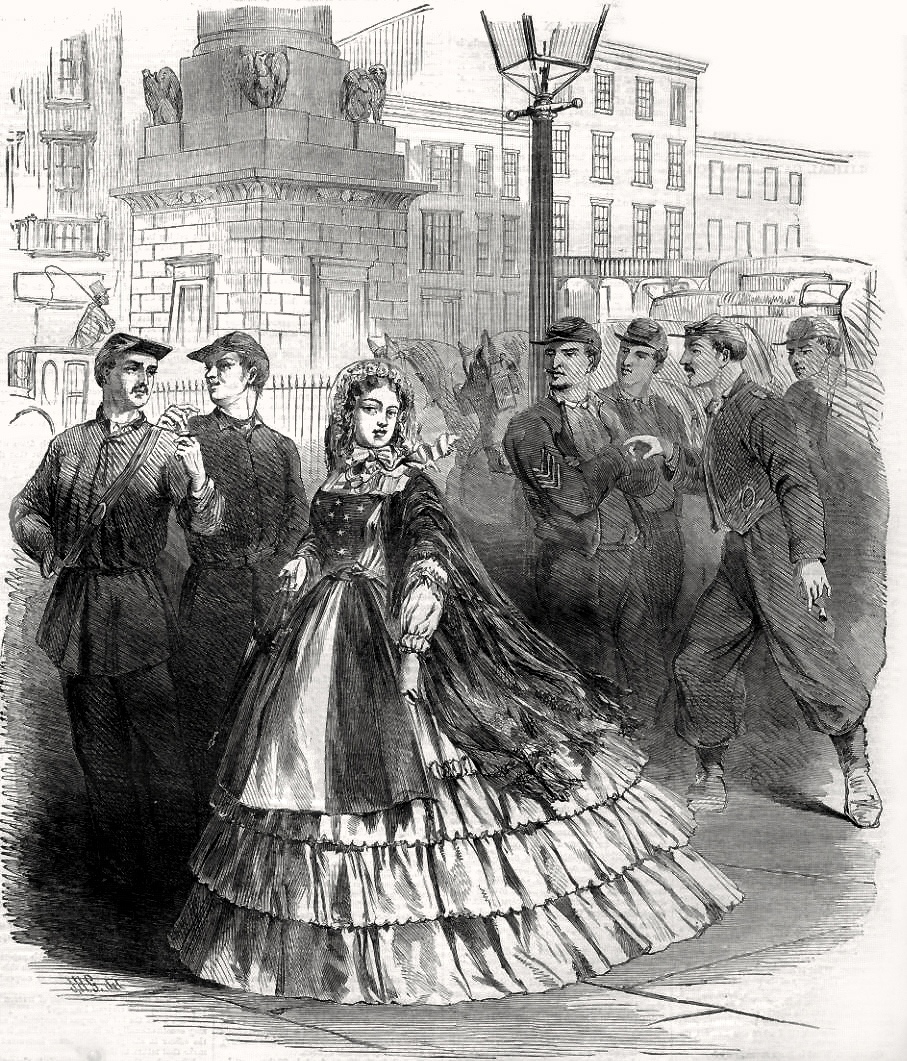
Ilustración de la portada de Harper's Weekly, 7 de septiembre de 1861, que muestra a una Southern belle.

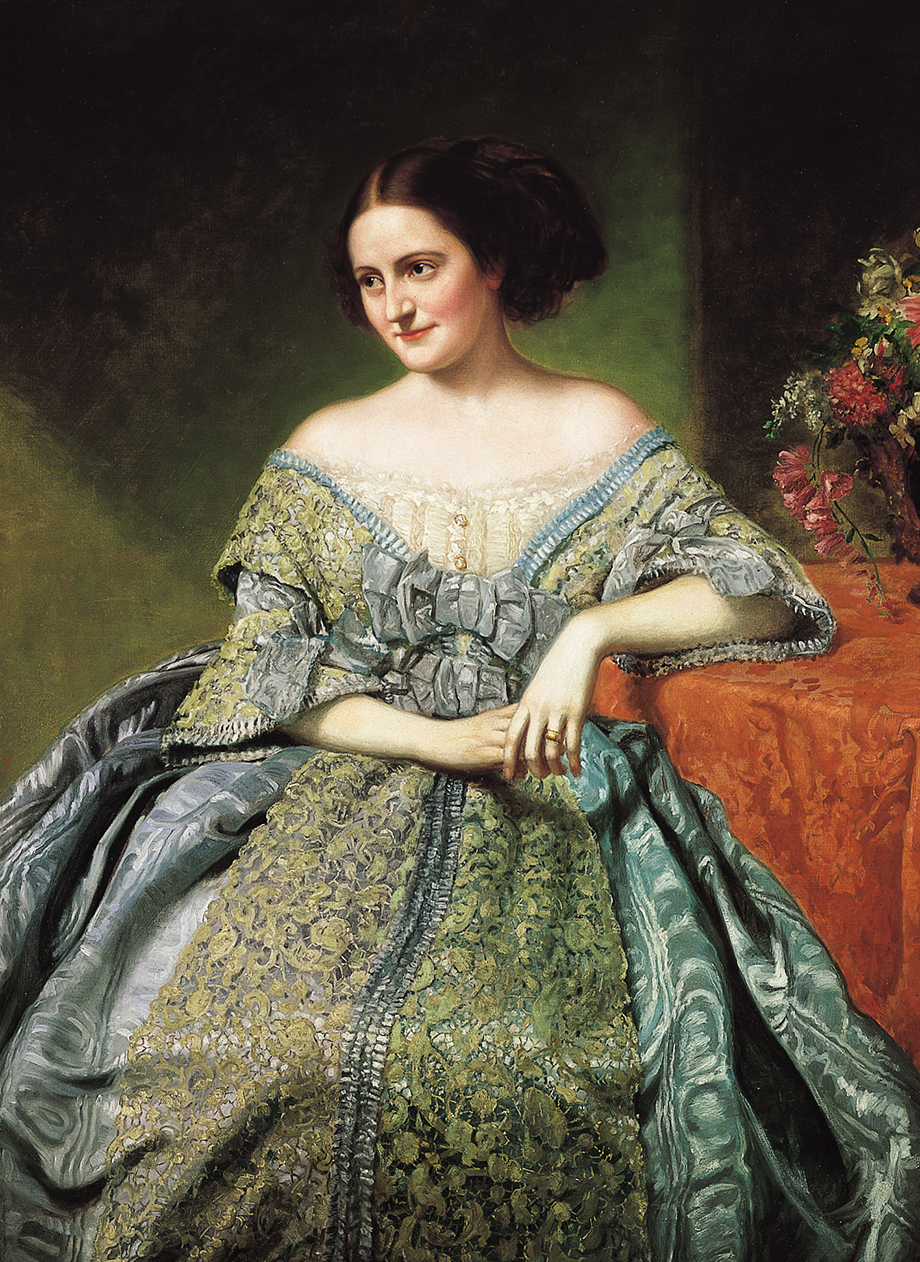
Sallie Ward, una Southern belle.

Una belleza sureña, en inglés, Southern belle (de Southern, «sureño», y del francés belle, «bella»), es un coloquialismo que define a una joven blanca educada y decente de la clase media alta del sur de los Estados Unidos.

## Origen
La imagen de la belleza sureña se desarrolló en el sur de los Estados Unidos en el siglo XIX, durante la era anterior a la guerra de Secesión. Se basó en la mujer joven, soltera y de clase media alta o alta dentro de la sociedad en el sur de los Estados Unidos.

## Características
La imagen de una belleza sureña a menudo se caracteriza por elementos de moda como una falda de aro, un corsé, pantalettes, un sombrero de paja de ala ancha y guantes. Como los signos de bronceado se consideraban de clase trabajadora y pasados de moda durante esta época, también se suelen representar sombrillas y abanicos.
Se esperaba que las bellezas sureñas se casaran con jóvenes respetables y se convirtieran en damas de la sociedad dedicadas a la familia y la comunidad. El arquetipo de las bellezas sureñas se caracteriza por la hospitalidad sureña, el cultivo de la belleza y una conducta coqueta pero casta.
Por ejemplo, Sallie Ward, que nació en la clase de plantadores de Kentucky del Antebellum South, fue llamada una belleza sureña.

## En la cultura popular
- A principios del siglo XX, el lanzamiento de la novela Lo que el viento se llevó y su adaptación cinematográfica popularizó la imagen de la belleza sureña, particularmente en los personajes de Scarlett O'Hara y Melanie Wilkes.
- Las bellezas sureñas también han aparecido en El nacimiento de una nación, Un tranvía llamado Deseo, El zoo de cristal, Jezabel, La loba, La princesa y el sapo, Tomates verdes fritos, Los autos locos, Magnolias de acero, Sweet Home Alabama y Hart of Dixie.
- Dick Pope Sr., promotor del turismo de Florida, jugó un papel importante en la popularización de la imagen arquetípica.[4] Las azafatas de su famoso Cypress Gardens fueron retratadas como bellezas sureñas en los materiales promocionales del parque temático.[5]
- Daisy Duke es la prima sureña de Luke y Bo Duke en el programa Los Dukes de Hazzard.
- Blanche Devereaux es una bellaza sureña empleada en un museo de arte en la serie The Golden Girls.
- Peggy Hill es la autoproclamada belleza sureña de la serie animada King of the Hill, con sede en Texas.
- La miembro de X-Men, Rogue (también conocida como Anna Marie) es la autodenominada belleza sureña del equipo y proviene del ficticio condado de Caldecott, Misisipi.
- En Mighty Magiswords, Penny Plasm es una belleza sureña.
- En la serie animada Sonic the Hedgehog y sus adaptaciones de cómics, Bunnie Rabbot, una hembra de conejo cyborg es una belleza sureña.
- Cindy Bear es una bella oso grizzly sureña de la serie animada de Hanna-Barbera El show del Oso Yogui.
- Myrtle Urkel es una rica prima sureña de Steve Urkel de Family Matters.